# Erdal Keser
Ali Erdal Keser (* 20. Juni 1961 in Sivas) ist ein ehemaliger türkischer Fußballspieler und -trainer und jetziger Funktionär.

## Spielerkarriere
Erdal Keser kam im Alter von 10 Jahren nach Deutschland, wuchs in Hagen (Westf.) auf und lebt dort mit seiner Frau und seinen beiden Kindern. Er war 16 Jahre lang als Fußballprofi unter anderem für Borussia Dortmund, Galatasaray Istanbul sowie für die türkische Fußballnationalmannschaft tätig. In seiner Jugendzeit spielte Keser für den SSV Hagen. Nach seiner aktiven Zeit machte er die Ausbildung zum Fußballlehrer, gleichzeitig war er Co-Trainer der türkischen Nationalmannschaft. Im Frühjahr 2006 legte er nach vier Jahren als technischer Direktor des türkischen Fußballverbandes sein Amt nieder, um sich anderen Aufgaben zu widmen. Unter anderem kümmert er sich um den Ausbau der medizinischen Versorgung in der Türkei.

## Trainerkarriere
Von 2005 bis 2007 assistierte er dem belgischen Trainer Eric Gerets bei Galatasaray Istanbul als dessen Co-Trainer und Dolmetscher. In der Saison 2014/2015 gelang ihm als Interimstrainer des Schweizer Zweitligisten FC Wil der Klassenerhalt, danach wurde er beim FC Wil Sportchef.

## Weitere Karriere
Erdal Keser war bis 2001 Europa-Koordinator des türkischen Fußballverbandes. Seit Anfang 2013 war Keser Chefscout von Galatasaray Istanbul. Anfang 2014 sollte er sportlicher Leiter von Galatasaray werden, wurde aber vom Verein dann gebeten, sich mehr um die Belange Galatasarays in Europa zu kümmern. Hierzu zählt insbesondere die Jugendförderung in Partnervereinen. Seit Sommer 2014 war Keser sportlicher Koordinator von Galatasaray im internationalen Bereich.

## Bemerkenswertes
Keser war Aufsichtsratsmitglied der Avicenna Hospital AG (Projekt für eine moderne Versorgung in der Türkei). Seit dem 1. Juni 2002 ist er Schirmherr der Elternhilfe für Kinder mit Rett-Syndrom. Vor allem für diese ehrenamtliche Tätigkeit, die auch zur Erforschung des Rett-Syndroms beigetragen hat, wurde Keser Anfang September 2020 in Hagen die Bundesverdienstmedaille verliehen.